# Itoman
Itoman (糸満市, Itoman-shi, okinawenc: Ichuman) és una ciutat i municipi de l'illa d'Okinawa, a la prefectura homònima, Japó. Actualment (2021), Itoman és el huité municipi més populós de la prefectura amb 60.903 habitants. Itoman és el municipi més meridional de l'illa d'Okinawa.

## Geografia

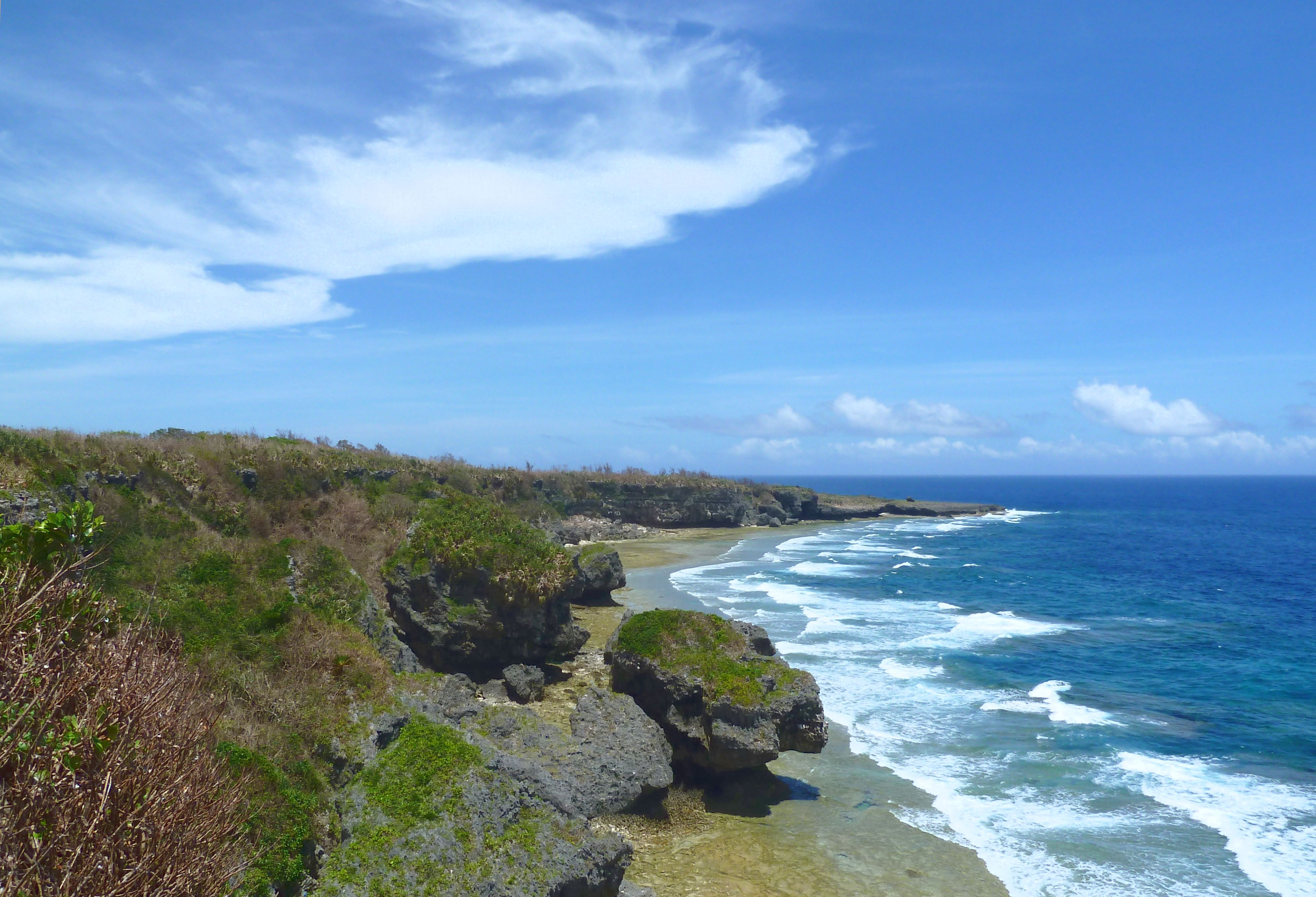
Cap Ara

La ciutat d'Itoman es troba localitzada a l'extrem meridional de l'illa d'Okinawa, sent el municipi més meridional d'aquesta. El terme municipal d'Itoman limita amb els de Tomigusuku al nord-oest i amb Yaese al nord-est. Per la resta de bandes, el terme fa costa amb la mar de la Xina Oriental i amb l'oceà Pacífic.

## Història

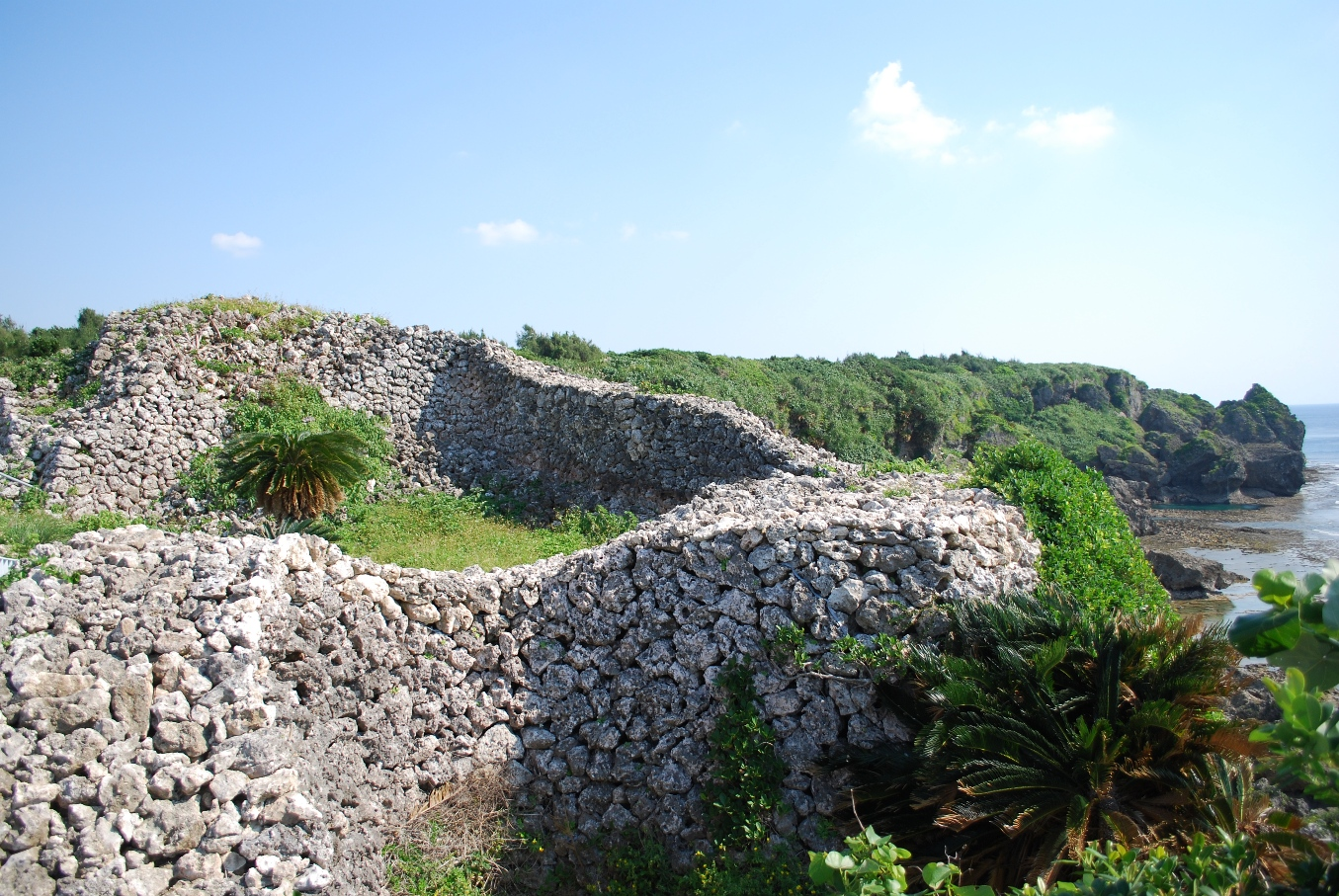
Castell de Guashikawa

Itoman té una llarga història com a port pesquer. Abans de l'era Meiji, els peixcadors d'Itoman van arribar a l'oceà Índic. Els document donen testimoni de contactes amb Austràlia i Nova Guinea.
L'any 1908 es va constituir el poble d'Itoman. Eixe any, el poble tenia una població aproximada de 8.000 habitants, quasi tots ells dedicats a la pesca. Els homes treballaven a la mar i les dones s'encarregaven del transport i la venda del peix a la capital prefectural, Naha. L'any 1918 Itoman i Naha van connectar-se amb la instal·lació d'un tramvia de cavalls i entre els anys 1924 i 1945 va existir la línia Itoman dels Ferrocarrils Prefecturals d'Okinawa.
Itoman fou un dels principals escenaris durant la batalla d'Okinawa, a la Segona Guerra Mundial. Moltes persones, militars i civils, van perdre la vida. Itoman també és recordada pels 221 estudiants de Himeyuri que van cometre suïcidi a l'hospital homònim en acabar la batalla. L'any 1961 la vila d'Itoman va absorbir els pobles de Kanegusuku, Takamine i Miwa. L'1 de desembre de 1971 la vila d'Itoman va assolir per ordre el govern la categoria legal de ciutat.

## Administració

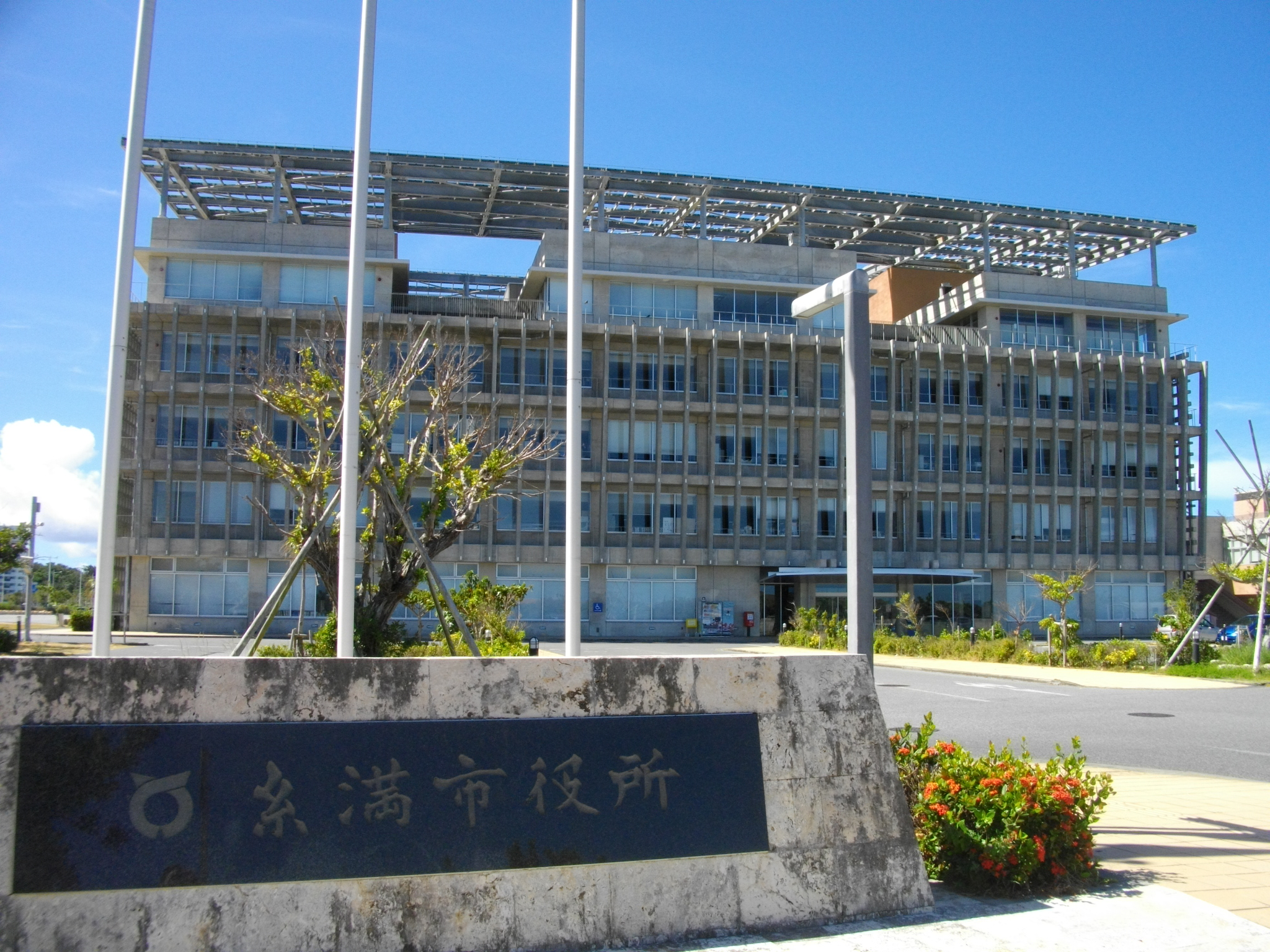
Ajuntament d'Itoman

### Alcaldes
- Ishiki Kizō (1971-1977)
- Shigezō Uehara (1977-1980)
- Ritsuzen Shimomon (1980-1988)
- Yoshinari Uehara (1988-1996)
- Hiroshi Uehara (1996-2000)
- Asamori Yamazatō (2000-2004)
- Kao Nishihira (2004-2008)
- Hirotsune Uehara (2008-2016)
- Akira Uehara (2016-2020)
- Shinei Tōme (2020-present)

## Demografia
| 1920   | 1930   | 1940   | 1950   | 1960   | 1970   | 1980   |
| ------ | ------ | ------ | ------ | ------ | ------ | ------ |
| 26.491 | 25.750 | 24.811 | 32.015 | 33.580 | 34.083 | 42.239 |
| 1990   | 2000   | 2010   | 2020   | 2030   | 2040   | 2050   |
| 49.636 | 54.974 | 57.312 | 60.626 | -      | -      | -      |

## Transport

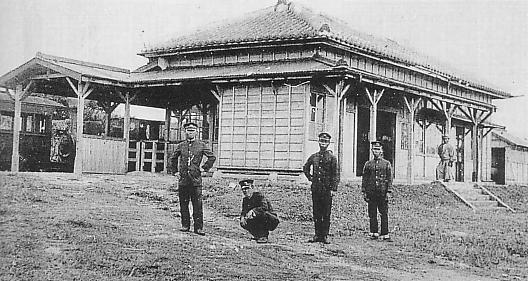
Antiga estació d'Itoman

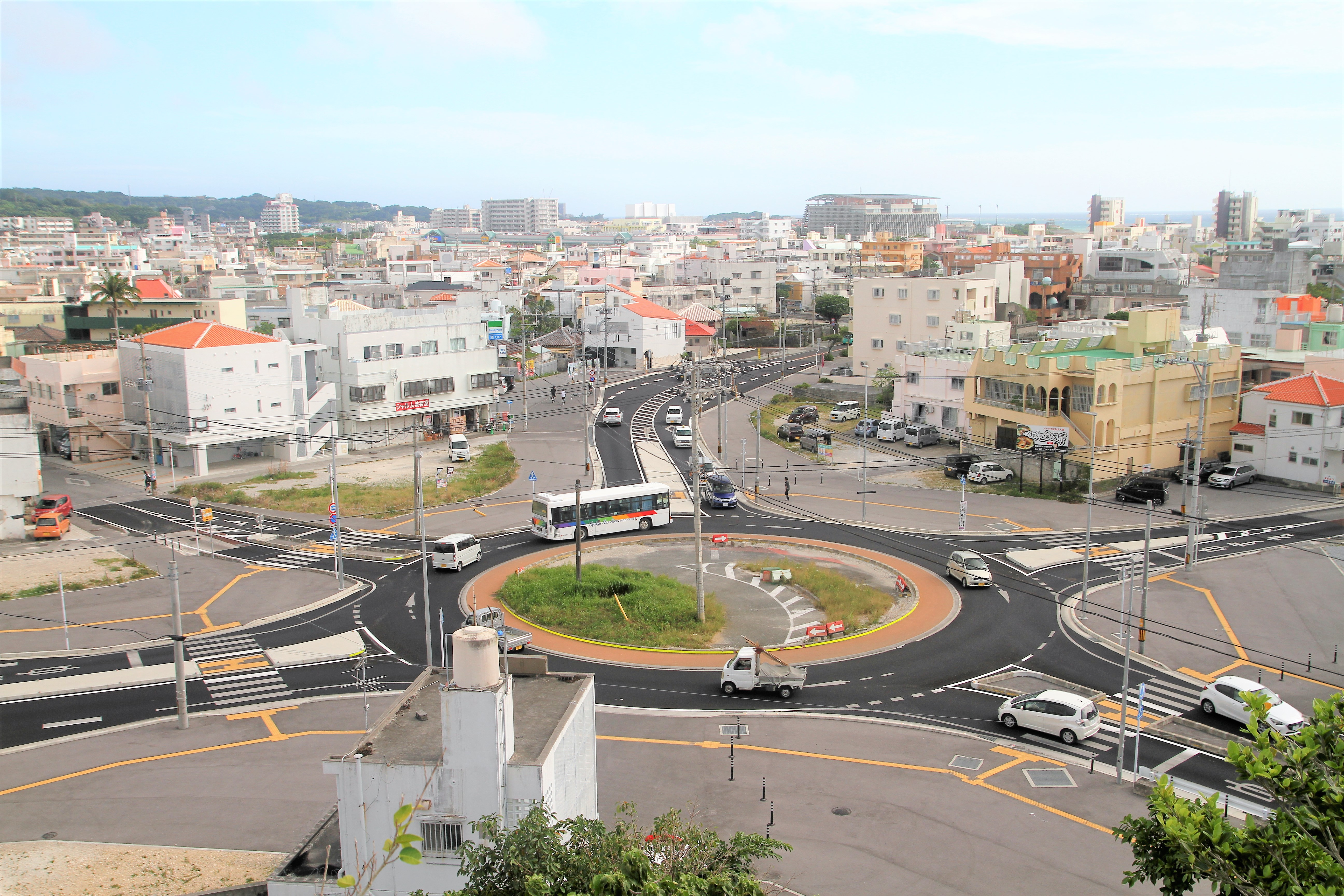
Retonda a Itoman

### Ferrocarril
Actualment, el municipi d'Itoman no té cap servei de ferrocarril. L'any 1918 Itoman i Naha van connectar-se amb la instal·lació d'un tramvia de cavalls i entre els anys 1924 i 1945 va existir la línia Itoman dels Ferrocarrils Prefecturals d'Okinawa.

### Carretera
- N-331 - N-507
- ON-3 - ON-7 - ON-52 - ON-54 - ON-77 - ON-82 - ON-134 - ON-223 - ON-250 - ON-256

## Agermanaments
- Tsuno, prefectura de Miyazaki, Japó (1 de desembre de 1993)
- Abashiri, Hokkaidō, Japó (5 de febrer de 2001)
- Redondo Beach, Califòrnia, EUA (març de 2013)
- Atsugi, prefectura de Kanagawa, Japó (4 d'agost de 2008)